# Asociación Demócrata del Estado de Jalisco
La Asociación Demócrata del Estado de Jalisco (ADEJ) es una asociación política estatal del estado de Jalisco en México, que tiene como objetivo fomentar la acción política de los ciudadanos a nivel estatal.
Dentro de sus principios ideológicos, la democracia no puede existir en el mundo contemporáneo si el Estado y la Sociedad no crean los aparatos pertinentes para la formación de los ciudadanos, personas informadas y conscientes de su entorno que puedan participar activamente en las decisiones políticas de su ciudad, estado, o país.
Esta asociación fue creada en 2006 como reacción a las pocas opciones políticas en la democracia de México, y tiene como objetivo primordial convertirse en un partido político de influencia estatal.